# Kogălniceni
Kogălniceni – wieś w Rumunii, w okręgu Jassy, w gminie Alexandru Ioan Cuza. W 2011 roku liczyła 369 mieszkańców.